# Els Hostalets de Pierola
Els Hostalets de Pierola (spanisch Hostalets de Pierola oder nur Pierola) ist eine katalanische Gemeinde (Municipio) mit 3.231 Einwohnern (Stand: 2024) in der Provinz Barcelona im Nordosten Spaniens. Sie liegt in der Comarca Anoia. Neben dem Hauptort Els Hostalets de Pierola gehören die Ortschaften Els Boscos de Can Martí, Can Fontimarc, Can Fosalba, Can Gras, Can Marcet, Can Rovira de l'Estela, Pierola und Serra Alta.

## Lage
Els Hostalets de Pierola liegt etwa 45 Kilometer nordwestlich von Barcelona in einer Höhe von ca. 475 m. 

## Bevölkerungsentwicklung
| Jahr      | 1970 | 1981 | 1991 | 2001 | 2011 | 2021 |
| Einwohner | 891  | 841  | 921  | 1337 | 2827 | 3064 |

## Sehenswürdigkeiten
- Peterskirche in Els Hostalets de Pierola, 1852 erbaut
- Peterskirche in Pierola
- Christopheruskapelle in Collbató

## Trivia
2002 wurde im Gemeindegebiet (in Can Mata) die aus dem Miozän (ca. 13 Millionen Jahre) stammenden Fossilienreste des Pierolapithecus catalaunicus, ein hominoider Primat, entdeckt.

## Gemeindepartnerschaft
Mit der italienischen Gemeinde Rivalba in der Metropolitanstadt Turin (Piemont) besteht eine Partnerschaft.